# Exposição Universal de 1904
A Exposição Universal de 1904 (Louisiana Purchase Exposition) também chamada de Feira Mundial de St Louis foi uma feira mundial que aconteceu em St Louis de 30 de abril a 1 de dezembro de 1904, em conjunto com a realização dos Jogos da III Olimpíada. Os historiadores geralmente enfatizam o impacto desta feira nos campos da história, história da arte, arquitetura e antropologia. A feira promoveu o entretenimento, bens de consumo e a cultura popular.

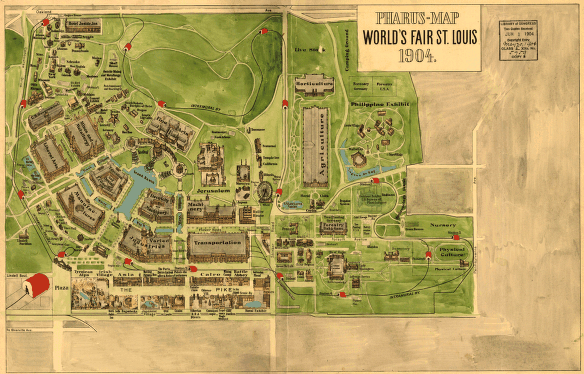
Mapa da exposição

## Fatos
Em 1904, St Louis foi anfitriã de uma feira mundial com o intuito de comemorar a Compra da Louisiana de 1803. Foi atrasada em cerca de 1 ano para que mais estados e países pudessem participar da feira. Durou de 30 de abril a 1 de dezembro de 1904. A feira teve 4,9 km², projetados por George Kessler, localizados no Forest Park e no campus da Universidade Washington em St. Louis e foi uma das maiores feira de todas, em área. Houve mais de 1 500 construções, conectadas por 120 quilômetros de estradas e calçadas. Diz-se que seria impossível andar por toda a feira e construções em menos de 1 semana. Somente o Palácio da Agricultura tinha 324 km².
A exibição contou com 62 nações, o Governo dos Estados Unidos, e 43 dos 45 estados americanos. Houve pavilhões de indústrias, cidades, organizações privadas e corporações, trupes de teatro e escolas de música. Também houve mais de 50 atrações de diversão em "The Pike"; houve exibições educacionais, científicas e viagens imaginárias a terras distantes, históricas e locais.
Houve 19 694 855 visitantes na feira.

## Legado

### Construções

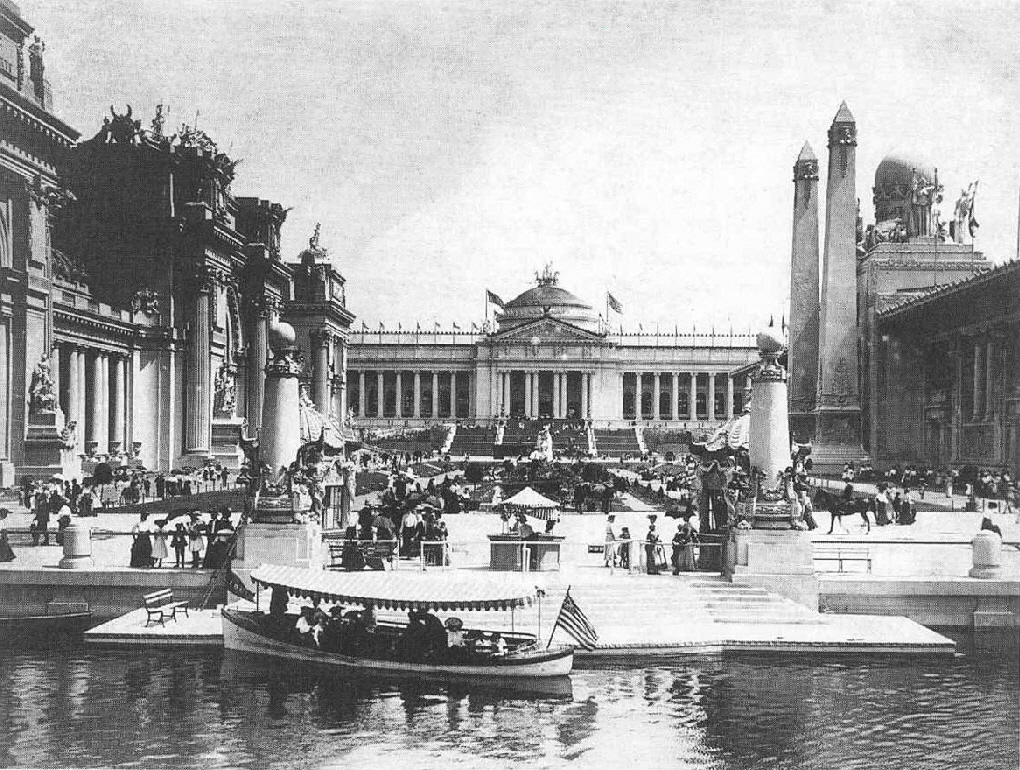
The Government Building e o Louisiana Purchase Exposition

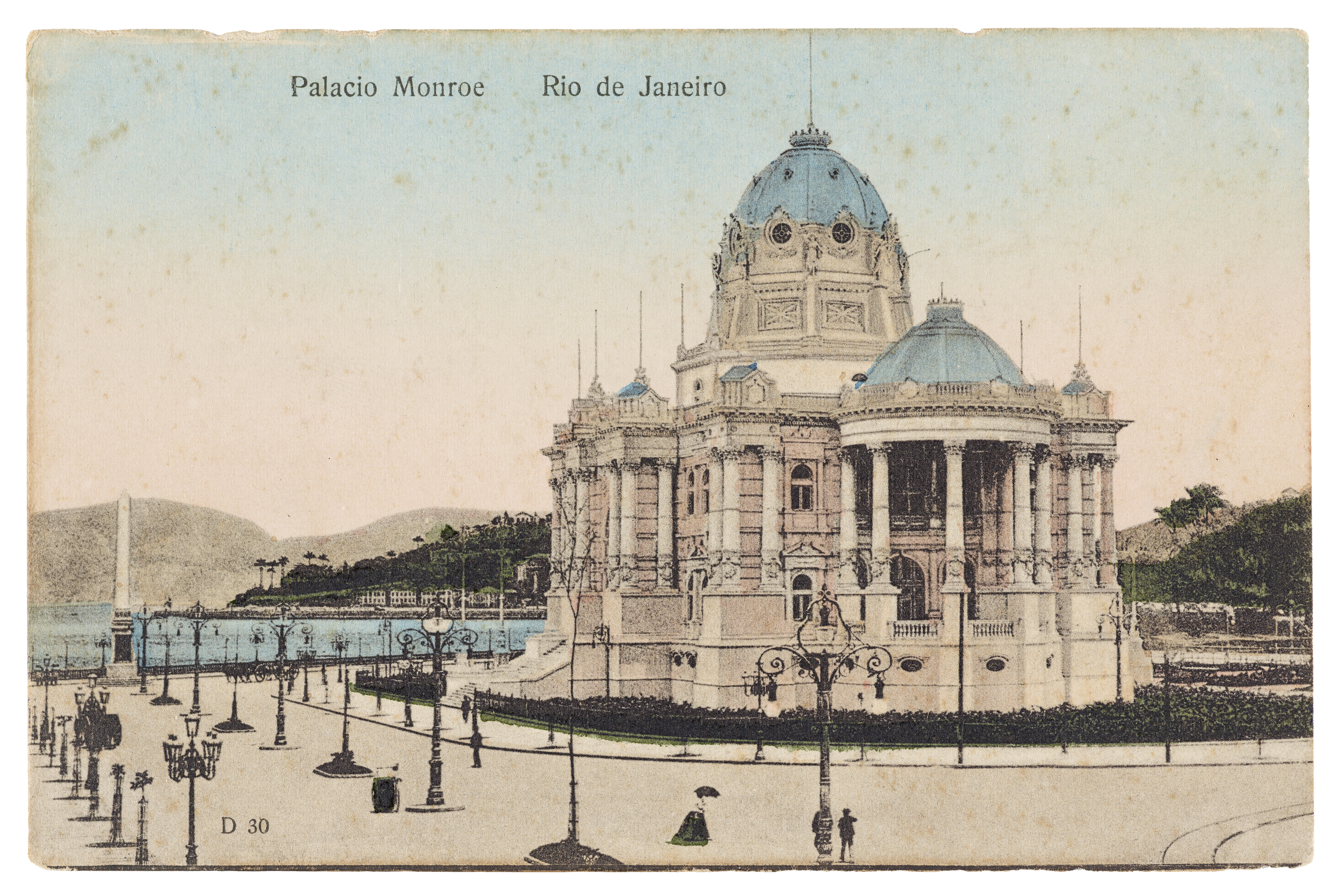
O Palácio Monroe em 1912, foi o Pavilhão do Brasil na exposição, foi desmontado e levado para o Rio de Janeiro, foi a sede do Senado Federal até 1960.

As estruturas, assim como na Exposição Universal de 1893 em Chicago, foram grandiosas, em estilo Neo-Clássico. Construídas de um material que era uma mistura de gesso e fibras de cânhamo em um suporte de madeira. Foram se deteriorando com o tempo e precisaram de reformas durante a feira.

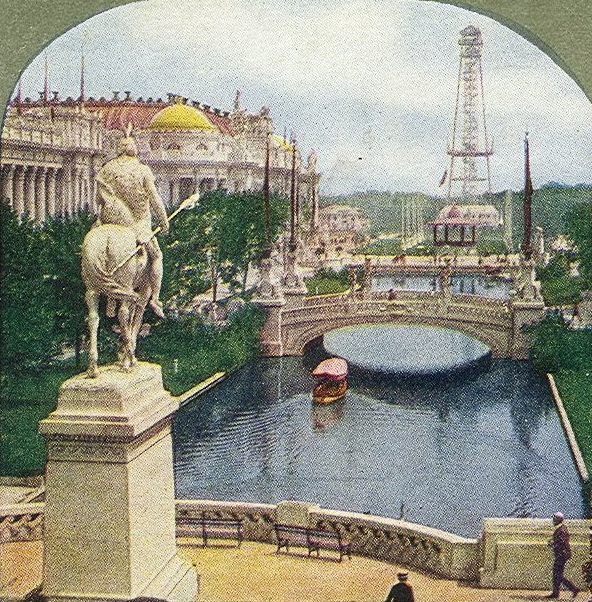
Lago Leste, estátua de São Luís, Palácios da Educação e Manufatura e torre de telégrafo sem fio.

O Palácio de Artes, projetado por Cass Gilbert, tinha uma grande escultura em seu interior baseada nos Banhos de Caracalla. Hoje ela está localizada no Museu de Artes de St Louis.

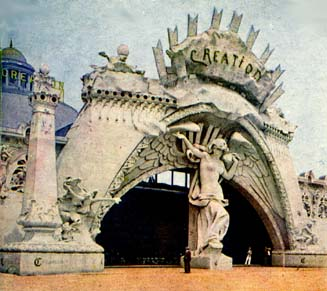
Entrada para a exibição "Creation"

O prédio da administração, projetado por Cope & Stewardson, hoje é o Brookins Hall, no campus da Universidade Washington em St. Louis. Uma construção semelhante foi erguida na Universidade Noroeste do Estado do Missouri.
Essa exibição foi desmontada e movida a Dreamland, um parque de diversões em Coney Island após o final da feira.
Algumas mansões da exposição ainda existem no Lindell Boulevard, norte do Forest Park.
Um templo Jainista esculpido em madeira, do pavilhão indiano foi reconstruído em Las Vegas no Hotel Castaways. Foi movido recentemente para o Jain Center of Southern California em Los Angeles.
A icônica estátua de vulcão de Birmingham, Alabama foi exibida pela primeira vez na feira, no Palácio de Minas e Metalurgia.
A construção do estado de Missouri era a maior de todas, já que o Missouri foi o estado anfitrião. Possuía seções com chão em mármore e ar-condicionado, foi planejado a fim de ser uma estrutura temporária. Entretanto, pegou fogo nas noites de 18, 19 de novembro, somente 11 dias antes do fim da feira. Muito do interior foi destruído, mas conseguiu-se salvar alguns objetos, incluindo mobília e muito da biblioteca da feira.. A construção não foi reformada.

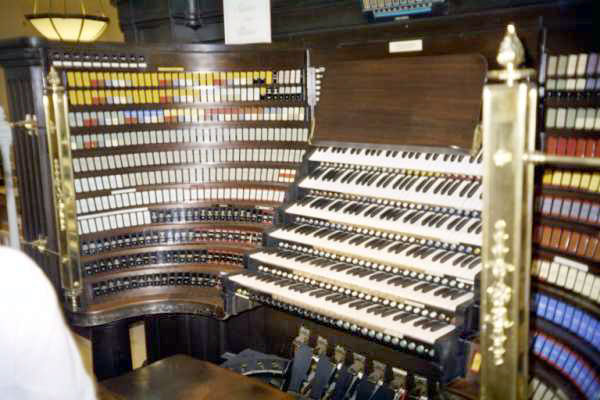
Órgão de seis consoles

O Festival Hall, projetado por Cass Gilbert e utilizado para apresentações musicais, tinha o maior órgão do mundo, em sua época, construído pela Los Angeles Art Organ Company. Após a feira, foi guardado e usado, eventualmente, por John Wanamaker. O famoso Bronze Eagle na Loja Wanamaker também estava na feira. Hoje, a Loja Wanamaker é uma filial da Macy's.
Terminado em 1913, o Jefferson Memorial  foi usado como entrada principal da feira. Foi construído para comemorar Thomas Jefferson, que começou a compra da Louisiana, bem como um memorial ao terceiro presidente dos Estados Unidos. É quartel-general do Museu de História do Missouri, com uma expansão significante em 2002-03 sendo construída.

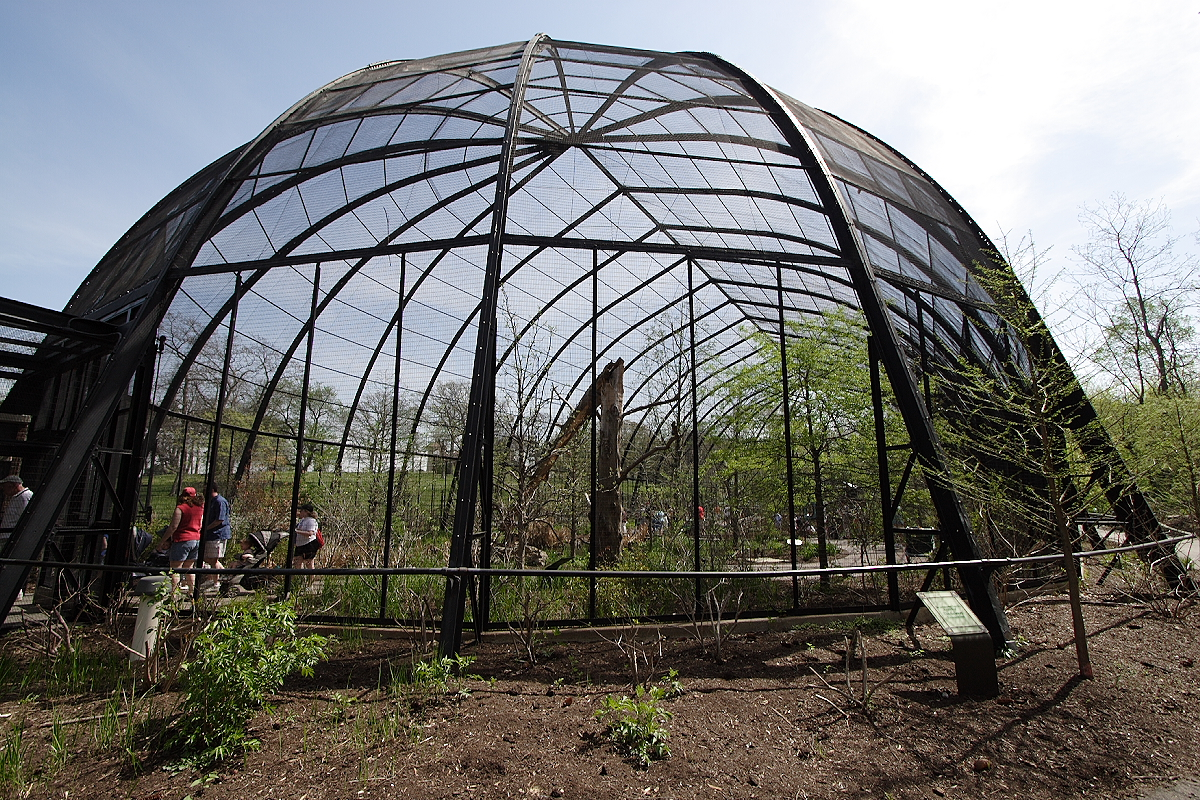
Flight Cage A enorme gaiola de pássaros do Zoológico de Saint Louis data da feira.

O pavilhão do Maine, que era uma cabine rústica, foi transportado para Point Lookout, Missouri sendo usado por atletas no Maine Hunting and Fishing Club.
A torre de telégrafo sem fio foi comprada por Charles N. Rix, um banqueiro de Hot Springs, Arkansas, que queria usá-la como torre de observação. Foi demolida em 1975 devido a sua instabilidade causada por múltiplas realocações.

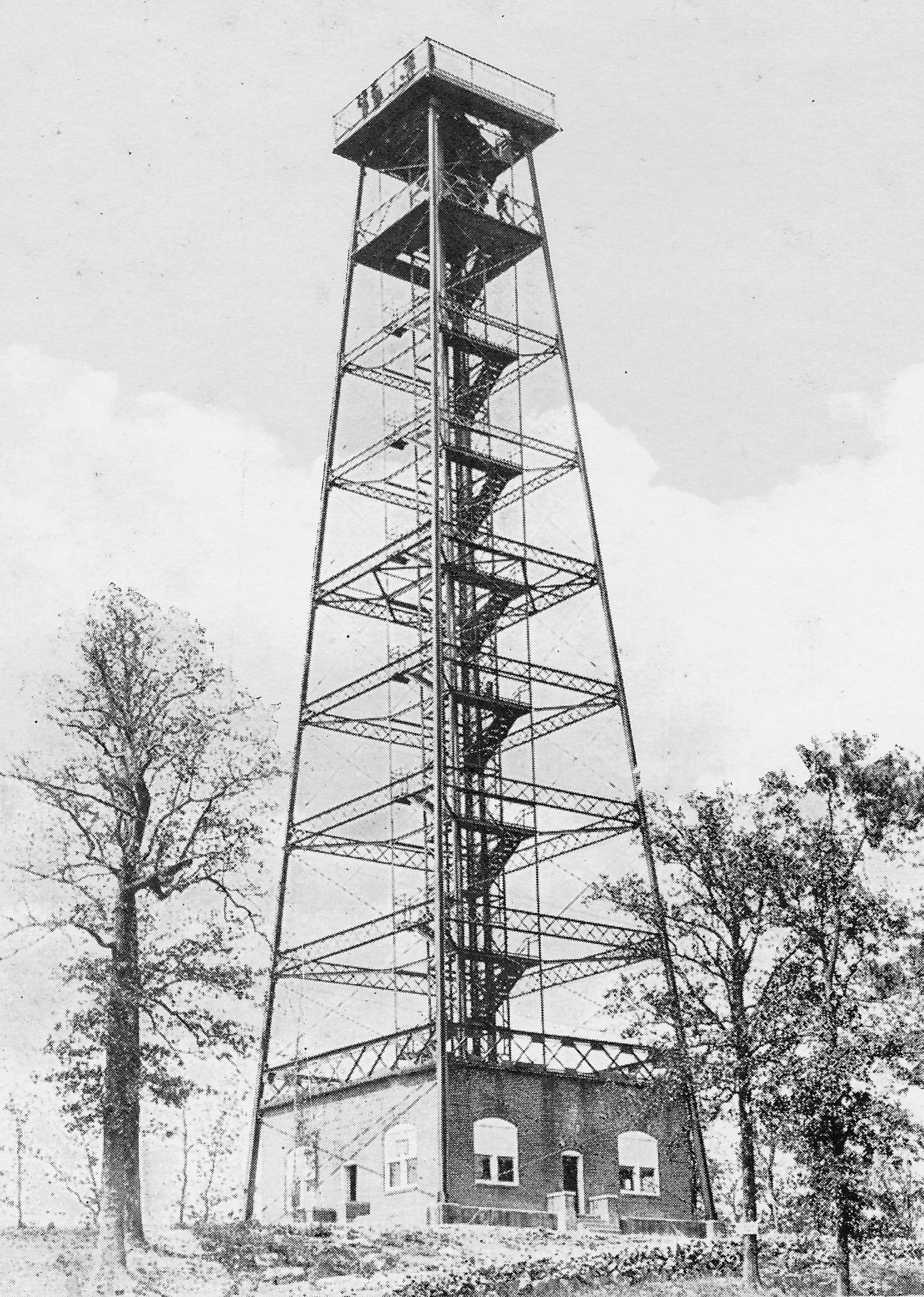
A torre de telégrafo sem fio realocada

### Introdução de novas comidas
Um número de comidas foram inventadas e apresentadas ao mundo nesta feira ou já tinham sido inventadas mas ficaram mais conhecidas. Dentre elas, pode-se citar:
- cone de wafer para sorvete[5][6]
- hamburger
- hot dog
- manteiga de amendoim
- chá gelado[7]
- algodão-doce
- refrigerante Dr. Pepper

### Influência na música popular
A canção "Meet Me in St. Louis, Louis", foi gravada por muitos artistas, para a feira. O filme musical Meet Me in St. Louis com Judy Garland, que inspirou o musical também teve relação com a feira. Scott Joplin compôs "Cascades" em honra ao Festival Hall.

### Selos comemorativos
Foram lançados vários selos comemorativos de 100 anos da Compra da Louisiana.

Selos comemorativos
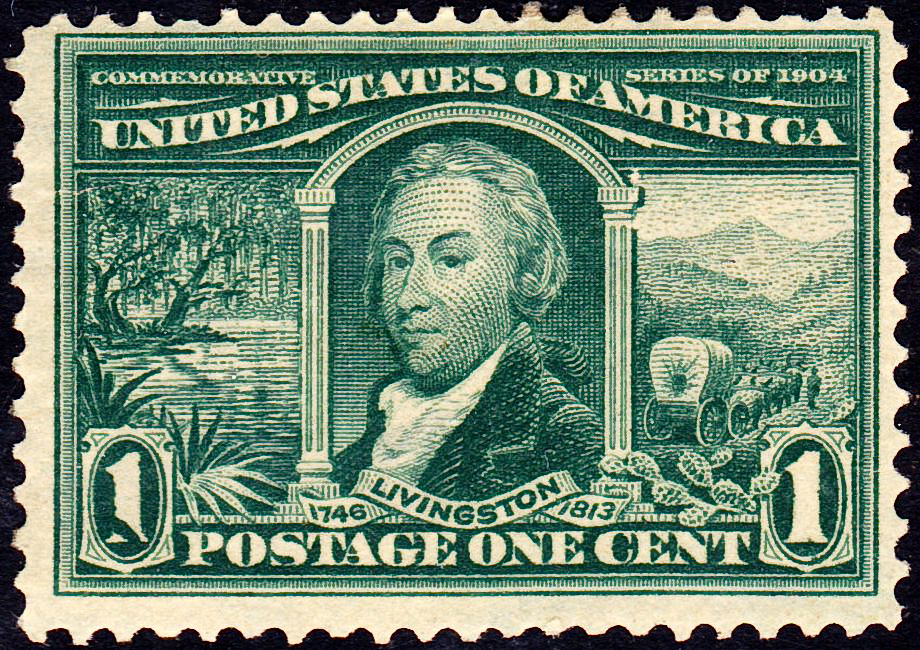
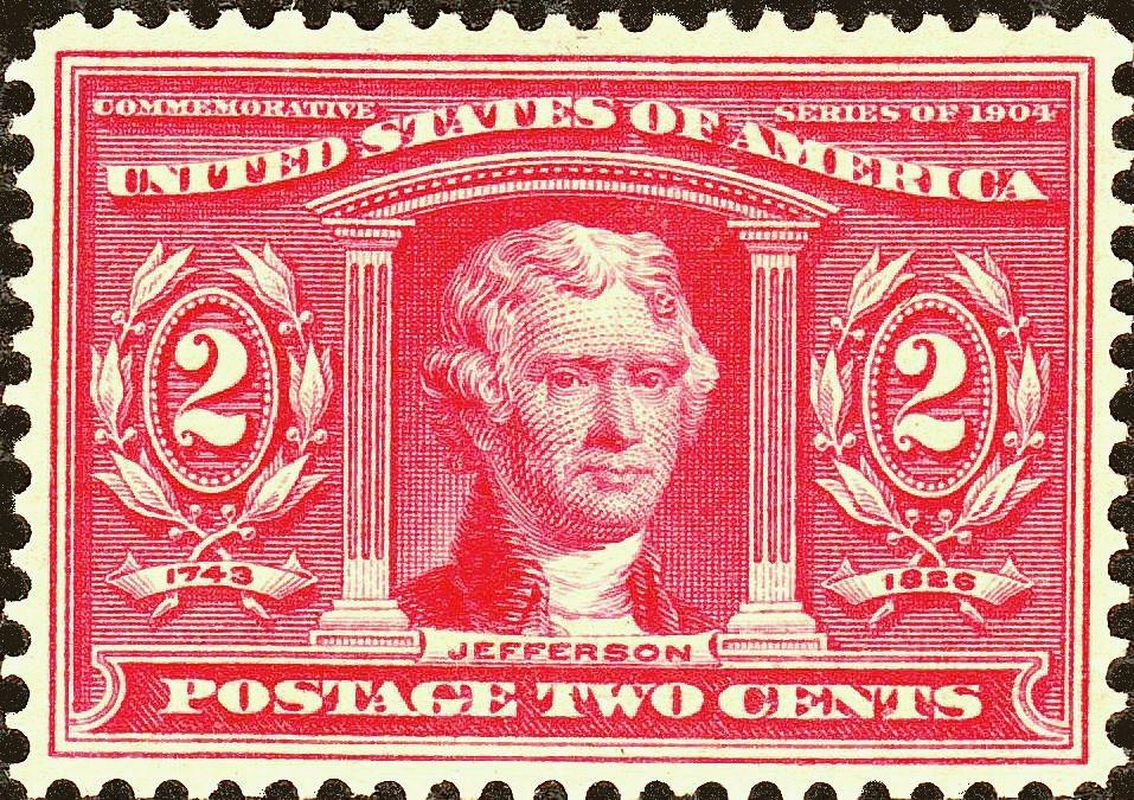
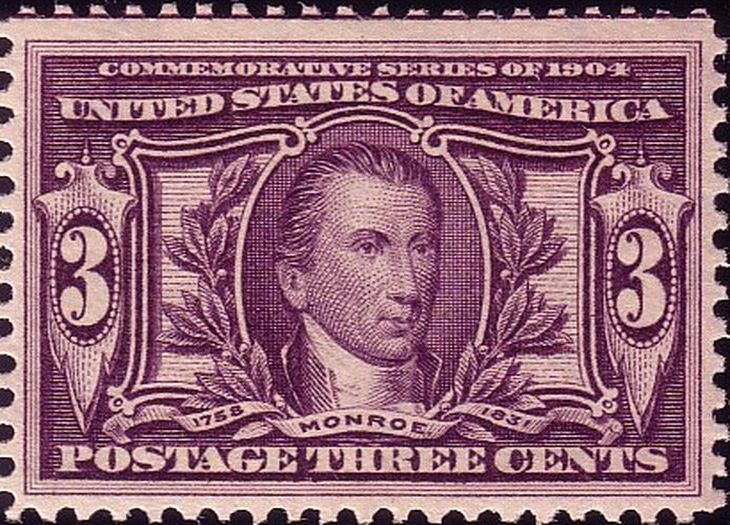
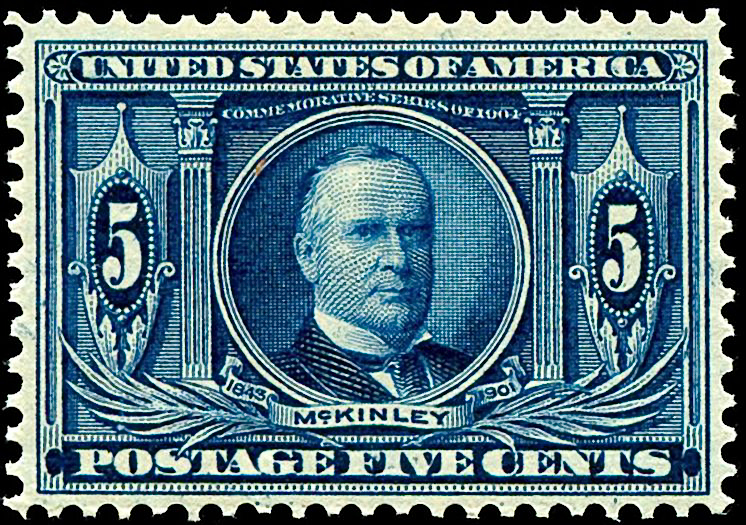
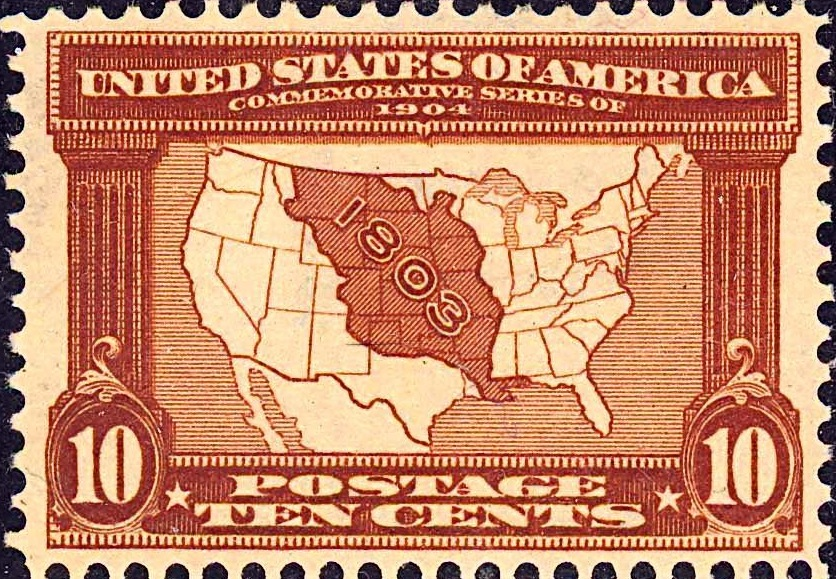

## Jogos da III Olimpíada
A feira abrigou as Olimpíadas de 1904, a primeira nos Estados Unidos. Originalmente, os Jogos seriam em Chicago porém St Louis ameaçou a cidade com uma competição internacional rival e daí foram realocados. Os eventos esportivos foram sobrepujados pela feira. Com os custos muito altos, muitos atletas europeus não vieram, tampouco o fundador das Olimpíadas modernas, o Barão Pierre de Coubertin.

## Visitantes notáveis
- John Philip Sousa
- Thomas Edison

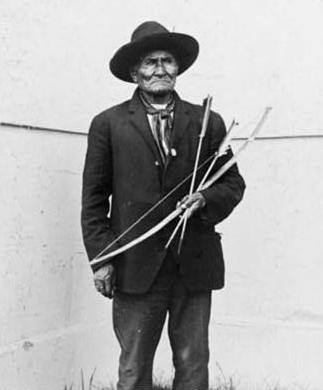
Geronimo

- Theodore Roosevelt abriu a feira via telégrafo
- Scott Joplin
- Helen Keller[8]
- J.T. Stinson, especialista em frutas, criador da frase "An apple a day keeps the doctor away" (uma maçã ao dia te afasta do médico)[9]
- organista Alexandre Guilmant
- Geronimo, ex-chefe dos Apaches
- Henri Poincaré [10][11]
- o poeta T. S. Eliot[12][13]
- Max Weber [14]
- destilador Jack Daniel[15]
- escritora Kate Chopin[16]
- John Wanamaker